# Головчаки
Головчаки, також іноді товстоголовки (Hesperiidae) — єдина родина денних метеликів надродини Hesperioidea. Родина об'єднує близько 4000 видів з 567 родів, які зустрічаються по всіх континентах за винятком Антарктиди. В Україні відомо 25 видів.

## Зовнішня будова
Відносно невеликі метелики, тіло має забарвлення від темних відтінків до жовто-вохристого.
Імаго мають потовщену голову, ширина якої більша за довжину, розміром з передньогруди. Очі великі, округлі, далеко розставлені. Антени з веретеноподібною булавою, верхівка в деяких видів гачкоподібно зігнута. Довжина вусиків менше половини переднього краю переднього крила.
Груди потужні, всі пари ніг гарно розвинені. На гомілках задніх кінцівок знаходяться 1-2 пари шпор. Самці деяких видів мають на задніх ногах андроконіальний орган — тібіальну китицю.
Крила відносно невеликі. Переднє крило вузьке, подовжене, із загостреною верхівкою. Крила найчастіше зі світлими плямами на темнішому тлі, переважно жовті, бурі, брунатні, чорнуваті. Радіальні жилки на передньому крилі відходять від центральної комірки, не галузяться.
Статевий диморфізм розвинений у багатьох видів, тоді самиця крупніша. В інших головчаків зовнішні відмінності між самицями й самицями незначні.

## Спосіб життя
Запліднена самиця відкладає яйця на рослину, якою живиться гусінь.
Більшість головчаків активні вдень, хоча деякі види літають після заходу сонця.
Імаго живляться нектаром квітів, але також можуть пити пташиний послід.

## Генетичні особливості
Хромосомний аналіз 205 видів головчаків виявив переважну наявність каріотипів n=31, 30, 29 і 28 хромосом.

## Різноманіття
Родину поділяють на 7 підродин:
- Coeliadinae
- Euschemoninae
- Eudaminae
- Pyrginae
- Heteropterinae
- Trapezitinae
- Hesperiinae

## Еволюція
Відомо 3 викопні види головчаків з верхнього палеоцену та раннього олігоцену. Найдавнішій знахідці 55 мільйонів років.
Традиційно за морфологічними ознаками головчаків розглядають як окрему групу денних метеликів, сестринську до родин Papilionoidea. Разом з тим, генетичний аналіз споріднює головчаків з іншими метеликами, залишаючи косатцюватих окремою групою. У 2015 році було прочитано геном першого головчака Lerema accius, що дозволить знайти вирішення цієї проблеми.